# رنچت (وایومینگ)
رنچت(به انگلیسی: Ranchettes) شهری در ایالت وایومینگ کشور ایالات متحده آمریکا است که جمعیت آن در سرشماری سال ۲۰۱۰ میلادی، ۵٬۷۹۸ نفر بوده‌است.